# Лавра святого Евфимия
Лавра святого Евфимия (Монастырь святого Евфимия, Хан эль-Ахмар, греч. Μονή της Αγίας Ευφημίας Λαύρας) — разрушенный мужской монастырь Иерусалимской православной церкви, расположенный на Западном берегу реки Иордан возле промышленного парка Мишор-Адумим.

## Описание
Выходец из Фаранской лавры Евфимий Великий, проживая в окрестностях монастыря святого Феодосия Великого, повинуясь божественному указанию, взял себе одиннадцать учеников и попросил филарха Петра построить ему церковь и келии, ставшие основой будущей лавры преподобного Евфимия. 7 мая 428 (429) года Патриарх Иерусалимский Ювеналий совершил освящение монастырской церкви.
Условием проживания в монастыре Евфимий определил, что желающие монашествовать в его монастыре, предварительно должны пожить в монастыре Феоктиста в ущелье Ог. Многие ученики св. Евфимия сыграли важную роль в Палестинском Христианстве.
Поскольку лавра Св. Евфимия была расположена на перекрестке паломнических путей, она стала важным паломническим местом на пути в Иерусалим, однако продолжала оставаться очень бедной.
Согласно преданию, однажды в лавру пришло около 400 голодных армян из Иерусалима. Святой Евфимий велел накормить странников, и, несмотря на отсутствие такого количества еды, св. Евфимий настаивал. Придя в помещение для хранения хлеба, эконом лавры нашёл в нём множество хлебов. Тоже произошло с вином и елеем. После насыщения путников остался трехмесячный запас пищи.
После смерти преподобного Евфимия, согласно его заповеди, лавра преобразована в киновию.
Кирилл Скифопольский пишет: «И так Фид, взяв с собою большое количество слуг и строителей и одного из художников, пошел в лавру и выстроил киновию, обнеся её стеною и укрепив. Старую церковь он сделал трапезой, а за нею выше выстроил новую церковь; внутри киновии он соорудил прочный и красивый столп. Случилось так, что по середине киновии было местоположение прекрасное на вид но причине отменной ровности и удобное для монашеских подвигов по причине благорастворения и умеренности его климата.» (гл. 43)-XV
Монастырь пережил период исламского завоевания, пострадал во время землетрясения 660 года, был восстановлен, затем был разрушен и заброшен, а во время Крестовых походов вновь восстановлен и позже снова разрушен. В XX веке на территории монастыря велись раскопки. В настоящее время на месте монастыря находятся развалины.